# Vicente Carrillo Leyva
Vicente Carrillo Leyva, né le 19 juillet 1976 à Mexico, au Mexique, est un baron de la drogue mexicain et un chef du cartel de Juárez.

## Biographie
Selon une biographie publiée par le journal mexicain El Universal, son père, chef et fondateur du cartel de Juárez, Amado Carrillo Fuentes, avait dit à Carrillo Leyva de ne pas se lancer dans le trafic de drogue. Conformément à cela, Carrillo a envoyé son fils étudier dans les meilleures universités privées du Mexique, de Suisse et d'Espagne. Carrillo Leyva, cependant, n'y a prêté aucune attention.

## Capture
Il a été arrêté par la police mexicaine le 2 avril 2009, mais a ensuite été acquitté des accusations de blanchiment d'argent, bien que des accusations de possession illégale d'armes à feu l'empêchent de gagner sa liberté. Après avoir été reconnu coupable de possession illégale d'armes et avoir payé une amende de 16 000 dollars américains[Quoi ?], il a été remis le 17 décembre 2010 à la police fédérale mexicaine et placé en garde à vue avec de nouvelles accusations de blanchiment d'argent.